# Microrégion de Valença do Piauí

Localisation de la microrégion de Valença do Piauí

La microrégion de Valença do Piauí est l'une des quatre microrégions qui subdivisent le centre-nord de l'État du Piauí au Brésil.
Elle comporte 14 municipalités qui regroupaient 107 383 habitants en 2006 pour une superficie totale de 13 424 km².

## Municipalités[1]
- Aroazes
- Barra D'Alcântara
- Elesbão Veloso
- Francinópolis
- Inhuma
- Lagoa do Sítio
- Novo Oriente do Piauí
- Pimenteiras
- Prata do Piauí
- Santa Cruz dos Milagres
- São Félix do Piauí
- São Miguel da Baixa Grande
- Valença do Piauí
- Várzea Grande